# أول أميريكان بابلكيشنز
أول أميريكان بابلكيشنز (بالإنجليزية: All-American Publications)‏ هي شركة نشر لكتب القصص المصورة الأمريكية. تأسست في 1938. يقع مقرها في نيويورك. وهي واحدة من ثلاث شركات اندمجت لاحقا لتشكل دي سي كومكس. من الأبطال الخارقين الذين ابتكرتهم المرأة المعجزة، الفانوس الأخضر والبرق وجميعهم ظهروا للمرة الأولى في فترة الأربعينات الميلادية خلال العصر الذهبي للقصص المصورة. من منشوراتها أول أميريكان كومكس وأول ستار كومكس.